# Australia/New Zealand Cup w biegach narciarskich 2014
Sezon 2014 Australia/New Zealand Cup, który rozpoczął się 2 sierpnia w australijskim Perisher Valley, a zakończył 17 sierpnia, w australijskim Falls Creek.
Obrończynią tytułu wśród kobiet była Japonka Chisa Obayashi, a wśród mężczyzn Szwed Victor Gustafsson.
Kryształową kulę w rywalizacji kobiet wywalczyła reprezentantka Australii Esther Bottomley, natomiast wśród mężczyzn zwyciężył Szwajcar Valerio Leccardi.

## Kalendarz i wyniki

### Kobiety
| Lp | Data             | Miejscowość     | Dystans              | 1. miejsce       | 2. miejsce       | 3. miejsce     |
| -- | ---------------- | --------------- | -------------------- | ---------------- | ---------------- | -------------- |
| 1. | 2 sierpnia 2014  | Perisher Valley | sprint s. klasycznym | Esther Bottomley | Jessica Yeaton   | Anna Trnka     |
| 2. | 3 sierpnia 2014  | Perisher Valley | 5 km s. dowolnym     | Barbara Jezeršek | Esther Bottomley | Jessica Yeaton |
| 3. | 16 sierpnia 2014 | Falls Creek     | sprint s. dowolnym   | Esther Bottomley | Lauren Fritz     | Jessica Yeaton |
| 4. | 17 sierpnia 2014 | Falls Creek     | 10 km s. klasycznym  | Jessica Yeaton   | Esther Bottomley | Xanthea Dewez  |

### Mężczyźni
| Lp | Data             | Miejscowość     | Dystans              | 1. miejsce        | 2. miejsce        | 3. miejsce    |
| -- | ---------------- | --------------- | -------------------- | ----------------- | ----------------- | ------------- |
| 1. | 2 sierpnia 2014  | Perisher Valley | sprint s. klasycznym | Philip Bellingham | Valerio Leccardi  | Callum Watson |
| 2. | 3 sierpnia 2014  | Perisher Valley | 10 km s. dowolnym    | Valerio Leccardi  | Philip Bellingham | Callum Watson |
| 3. | 16 sierpnia 2014 | Falls Creek     | sprint s. dowolnym   | Philip Bellingham | Valerio Leccardi  | Paul Kovacs   |
| 4. | 17 sierpnia 2014 | Falls Creek     | 15 km s. klasycznym  | Valerio Leccardi  | Philip Bellingham | Reto Hammer   |

## Klasyfikacje
| Lp. | Zawodnik             | Punkty |
| --- | -------------------- | ------ |
| 1.  | Esther Bottomley     | 420    |
| 2.  | Jessica Yeaton       | 345    |
| 3.  | Anna Trnka           | 236    |
| 4.  | Xanthea Dewez        | 222    |
| 5.  | Justyna Kowalczyk    | 200    |
| 6.  | Barbara Jezeršek     | 180    |
| 6.  | Lauren Fritz         | 180    |
| 8.  | Casey Wright         | 172    |
| 9.  | Sylwia Jaśkowiec     | 160    |
| 10. | Katerina Paul        | 156    |
| 11. | Alecia Phillips      | 130    |
| 12. | Gabrielle Hawkins    | 124    |
| 13. | Aislinn Kildea       | 119    |
| 14. | Sarah Slattery       | 104    |
| 15. | Wałentyna Szewczenko | 100    |
| 15. | Aimee Watson         | 100    |
| 17. | Emma Pollard         | 92     |
| 18. | Ashleigh Spittle     | 76     |
| 19. | Brittany Hudak       | 76     |

| Lp. | Zawodnik           | Punkty |
| --- | ------------------ | ------ |
| 1.  | Valerio Leccardi   | 460    |
| 2.  | Philip Bellingham  | 440    |
| 3.  | Paul Kovacs        | 256    |
| 4.  | Ewan Watson        | 227    |
| 5.  | Maciej Kreczmer    | 200    |
| 6.  | Alasdair Tutt      | 183    |
| 7.  | Nick Montgomery    | 164    |
| 8.  | Brian McKeever     | 160    |
| 9.  | Jackson Bursill    | 159    |
| 10. | Callum Watson      | 156    |
| 11. | Reto Hammer        | 150    |
| 12. | Mark Pollock       | 143    |
| 13. | Andrew Pohl        | 120    |
| 14. | Park Seong-beom    | 100    |
| 15. | Hugh Pollard       | 86     |
| 15. | Matthew Bull       | 86     |
| 17. | Simon Evans        | 84     |
| 18. | Damon Morton       | 69     |
| 19. | Simon Hammer       | 64     |
| 20. | Vahur Teppan       | 50     |
| 21. | Ben Sim            | 45     |
| 22. | Abe Wright         | 44     |
| 23. | Hamish Roberts     | 42     |
| 24. | Alex Gibson        | 36     |
| 25. | Grigorii Kazantcev | 33     |